# Wilhelm Kurth
Wilhelm Kurth (* 1. Juni 1893 in Winden (Nassau); † 6. März 1946 in Koblenz) war ein deutscher Politiker (SPD) und von 1945 bis 1946 Oberbürgermeister von Koblenz.

## Leben und Beruf
Kurth war Sozialdemokrat und Gewerkschaftssekretär.

## Wirken als Koblenzer Oberbürgermeister
Nach der Eroberung von Koblenz durch amerikanische Truppen im März 1945 wurde Kurth am 8. Juni 1945 von der amerikanischen Militärregierung zum Nachfolger des kurzzeitigen ersten Nachkriegs-Bürgermeisters Franz Lanters in das Amt des Oberbürgermeisters berufen. Nachdem sich die Amerikaner am 17. Juli 1945 aus Koblenz zurückgezogen hatten, übernahmen die Franzosen die Militärverwaltung. Die Hauptaufgabe der neuen Stadtverwaltung unter Oberbürgermeister Kurth bestand darin, die Stadt von den Millionen Kubikmetern Trümmerschutt zu befreien, die Infrastruktur wiederherzustellen und die Bevölkerung mit Nahrungsmitteln zu versorgen. Das größte Problem stellte allerdings die starke Rückwanderung der bis Ende 1944 nach Thüringen evakuierten Bevölkerung dar. In nur kurzer Zeit strömten 40000 Menschen in ihre von den schweren Luftangriffen zerstörten Häuser zurück und stellten die Stadtverwaltung damit vor unlösbare Schwierigkeiten. Am 21. Juli 1945 war der Oberbürgermeister deshalb gezwungen, eine Zuzugs- und Rückwanderungssperre über Koblenz zu verhängen. Um den Wiederaufbau zu fördern, appellierte er am 28. Juli 1945 in einem dramatischen Aufruf an die Koblenzer Bevölkerung.
Nach nur zehnmonatiger Amtszeit wurden die Bemühungen durch seinen frühen Tod am 6. März 1946 jäh beendet. Sein Nachfolger wurde für nur kurze Zeit Wilhelm Guske, dann übernahm sein Stellvertreter Josef Schnorbach das Amt des Oberbürgermeisters.